# Verein für Heimatkunde Schwelm

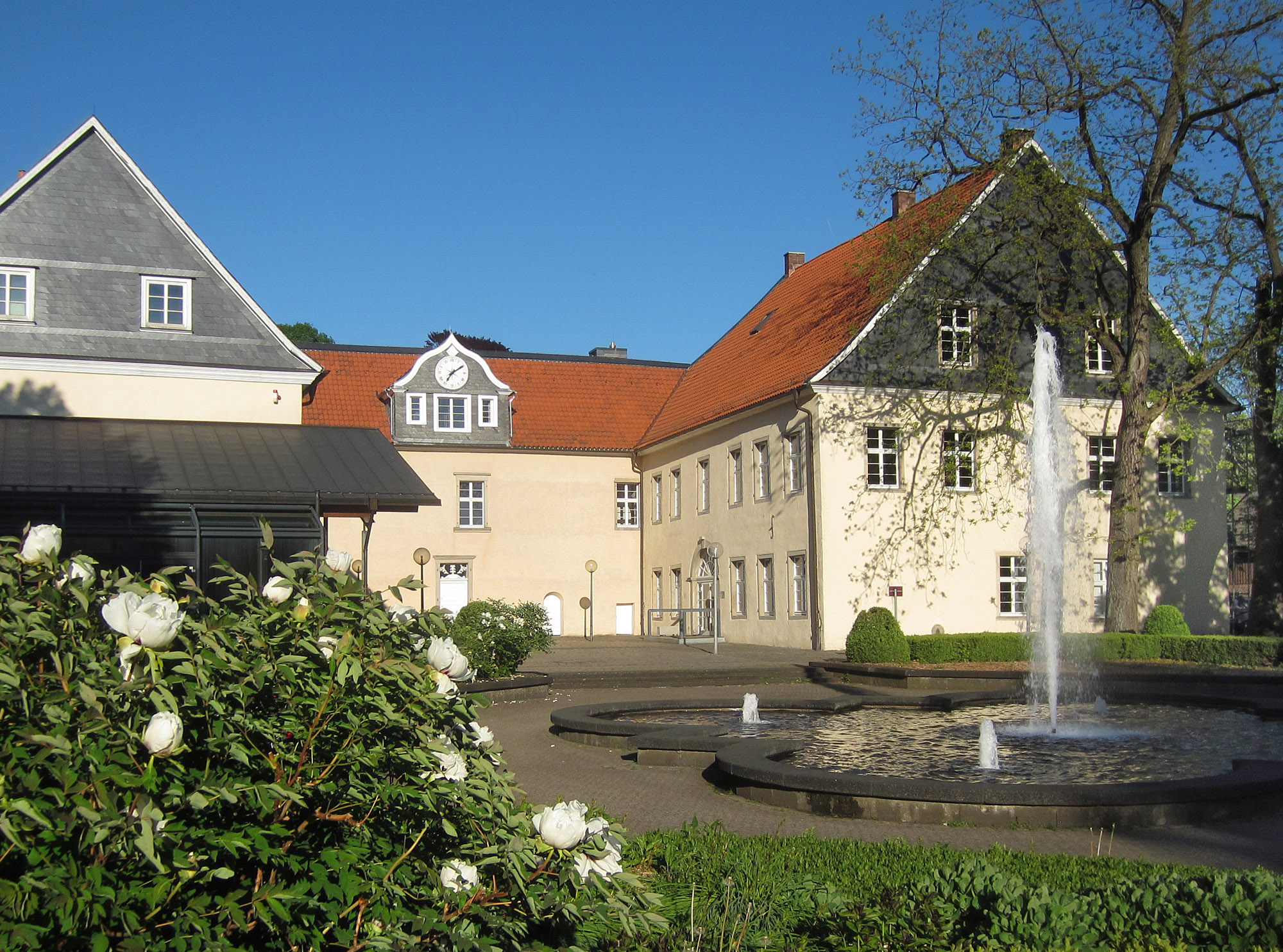
Haus Martfeld ist als Sitz von Museum und Stadtarchiv zentraler Bezugsort des Vereins für Heimatkunde in Schwelm

Der Verein für Heimatkunde Schwelm e.V. wurde 1890 in Schwelm gegründet und ist einer der ältesten Heimatvereine Westfalens. Gemäß Satzung ist der Vereinszweck die Verbreitung heimatkundlicher Kenntnisse aus Vergangenheit und Gegenwart. Dazu forschen Vereinsmitglieder zu orts- und regionalbezogenen Themen und vermitteln die Ergebnisse durch Schriften, Vorträge, Ausstellungen und Exkursionen. Zu den vereinseigenen Publikationen zählt seit 1951 ein regelmäßig veröffentlichter Jahresband mit Artikeln in breitem Themenspektrum von Geschichte, Kultur und Wissenschaft. Der Verein hat aktuell etwa 340 Mitglieder (2019).

## Geschichte

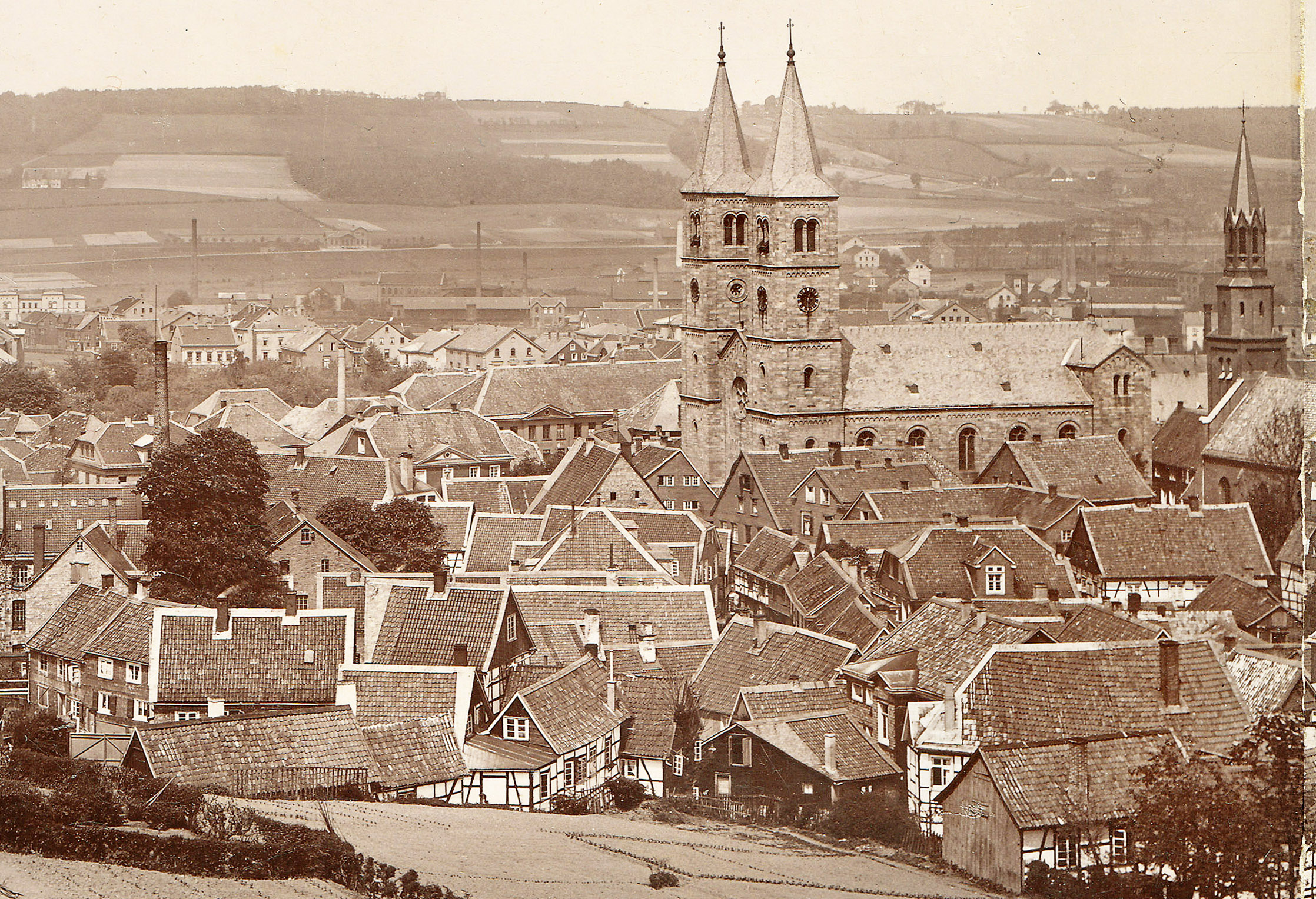
Das 300-jährige Schwelm etwa zur Gründungszeit des Vereins. (Blick von Süden zur evangelischen Kirche, um 1895)

Die Gründung des Vereins für Heimatkunde Schwelm (VfH) schloss sich 1890 an ein Jubiläum zum 300-jährigen Bestehen der Stadt Schwelm an. Zum feierlichen Anlass hatten engagierte Bürger eine „Altertums-Ausstellung“ organisiert, die auf großes öffentliches Interesse stieß und zur Idee eines dauerhaft einzurichtenden heimatkundlichen Museums überleitete. Vorrangig mit dem Ziel, dieses Museumsprojekt zu realisieren, wurde der VfH am 16. Juni 1890 gegründet. Er war anfänglich auch als „Museumsverein“ bekannt.

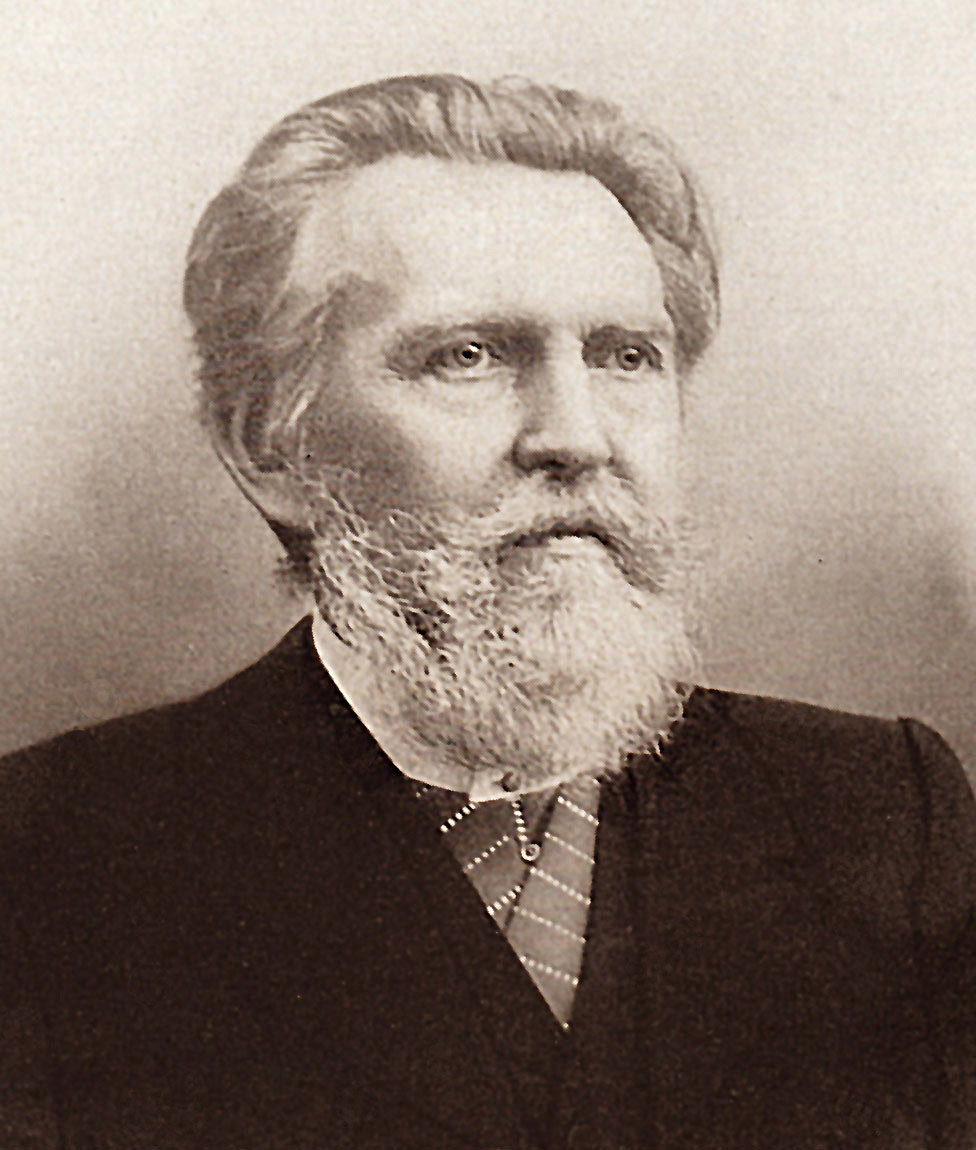
Wilhelm Tobien

Mitgründer und erster Vereinsvorsitzender war Gymnasiallehrer Wilhelm Tobien (1837–1911). Aus dem Königsberger Raum stammend, kam Tobien 1869 als Lehrer nach Schwelm und sorgte hier unter anderem für die Einrichtung einer Volksbibliothek (1872) und eines Bildungsvereins (1874). Durch fachkundige Auswertung eines Dachbodenfunds im Rathaus legte er ab 1887 den Grundstock für das Stadtarchiv Schwelms. Tobien wurde als Historiker, Autor und Bildungspolitiker weit über die Stadt hinaus bekannt. Schwelm ernannte ihn 1891 zum Ehrenbürger.
Die Gründung des Vereins für Heimatkunde in Schwelm ordnete sich der neuen „Heimatbewegung“ in Deutschland zu. Aufgekommen gegen Ende des 19. Jahrhunderts, stellte diese sich als Gegenreaktion zum angebrochenen Industriezeitalter mit seinen wahrgenommenen Auswüchsen von Entwurzelung, Materialismus, Fortschrittsgläubigkeit und Naturzerstörung dar. Dem vermeintlichen Kulturverfall wünschten vor allem bildungsbürgerliche Kreise entgegenzuwirken und traten für eine Besinnung auf bewährte Ideale aus aufklärerischer Zeit ein. Das Thema von Besinnen, Bewahren und Erhalten fand sich gerade im Heimatgedanken materialisiert. So kam es vielerorts zur Gründung von ähnlichen Heimatvereinen, darunter dem Schwelmer Verein als einem der frühesten seiner Art in Westfalen. In Schwelm waren Heimatsinn und Bewusstsein für Orts- und Regionalgeschichte schon seit dem 18. Jahrhundert und den vielbeachteten Heimatforschungen des ansässigen Friedrich Christoph Müller besonders ausgeprägt.
Der VfH wurde aus dem Stand zu einem der mitgliederstärksten Vereine der Stadt. Vor allem Kaufleute, Fabrikanten, Lehrer, Pfarrer, Ärzte und Apotheker verankerten den Verein im bildungsbürgerlichen Milieu. Zentrales Vereinsanliegen war anfänglich das Museumsprojekt, welches gewaltige Unterstützung erfuhr in Form von überlassenen Objekten aus Privatbesitz, darunter Möbel, Hausrat, Urkunden, Bücher, Waffen und Münzen. Die stetig anwachsende Sammlung versetzte den Verein in die Not, mangels eigener Räumlichkeiten für provisorische Unterbringung in Privathäusern, Hotels, Schulgebäuden, auf Dachböden und in Hinterzimmern sorgen zu müssen. Politik und Verwaltung der Stadt kommentierten das Vereinsanliegen als Zeitvertreib „einiger Herren“ mit „altem Plunder“ und zeigten sich trotz guter wirtschaftlicher Umstände nicht gewillt, dem geplanten Museum ein festes Domizil einzurichten. Noch Jahrzehnte sollte der Kampf um eine Bleibe fortdauern und im Mittelpunkt der Vereinsarbeit stehen. 1909 konnte erstmals ein fester Ausstellungsraum in einem Amtsgebäude der Stadt bezogen werden. Er musste wenige Jahre später wieder abgegeben werden.
Der Erste Weltkrieg mit seinem Ausgang von Niederlage und Demütigung führte in Deutschland zu einem erneuten Aufschwung des Heimatgedankens. Halt und Identität ließen sich im Überlieferten und Bewährten wiederfinden. In dieser Zeit wurde der VfH Mitglied im neu entstandenen Westfälischen Heimatbund, fortan Vorteile eines großen und strukturierten Netzwerks gleichgerichteter Bemühungen nutzend. Darin Eingang fanden zunehmend auch der Denkmalschutz und der Natur- und Landschaftsschutz.
Ab 1923 und über die Zeit eines Vierteljahrhunderts hielt Emil Böhmer (1884–1966) den Vereinsvorsitz. Der gebürtige Elberfelder war Gymnasiallehrer und seit 1913 Leiter des Stadtarchivs in Schwelm. Böhmer betrieb Forschung und Publikation für den Verein in großer Intensität und knüpfte an den hohen inhaltlichen Standard an, den einst Tobien begründete. Er machte seinen eigenen Namen wie auch den des VfH weit über die Stadtgrenzen hinaus bekannt. Lebenslang mit Ämtern und Ehrenämtern im heimatkundlichen Bereich von Stadt und Region bedacht, wirkte Böhmer unter anderem von 1946 bis 1956 als Geschäftsführer des Westfälischen Heimatbunds. Er wurde 1954 Ehrenbürger Schwelms.

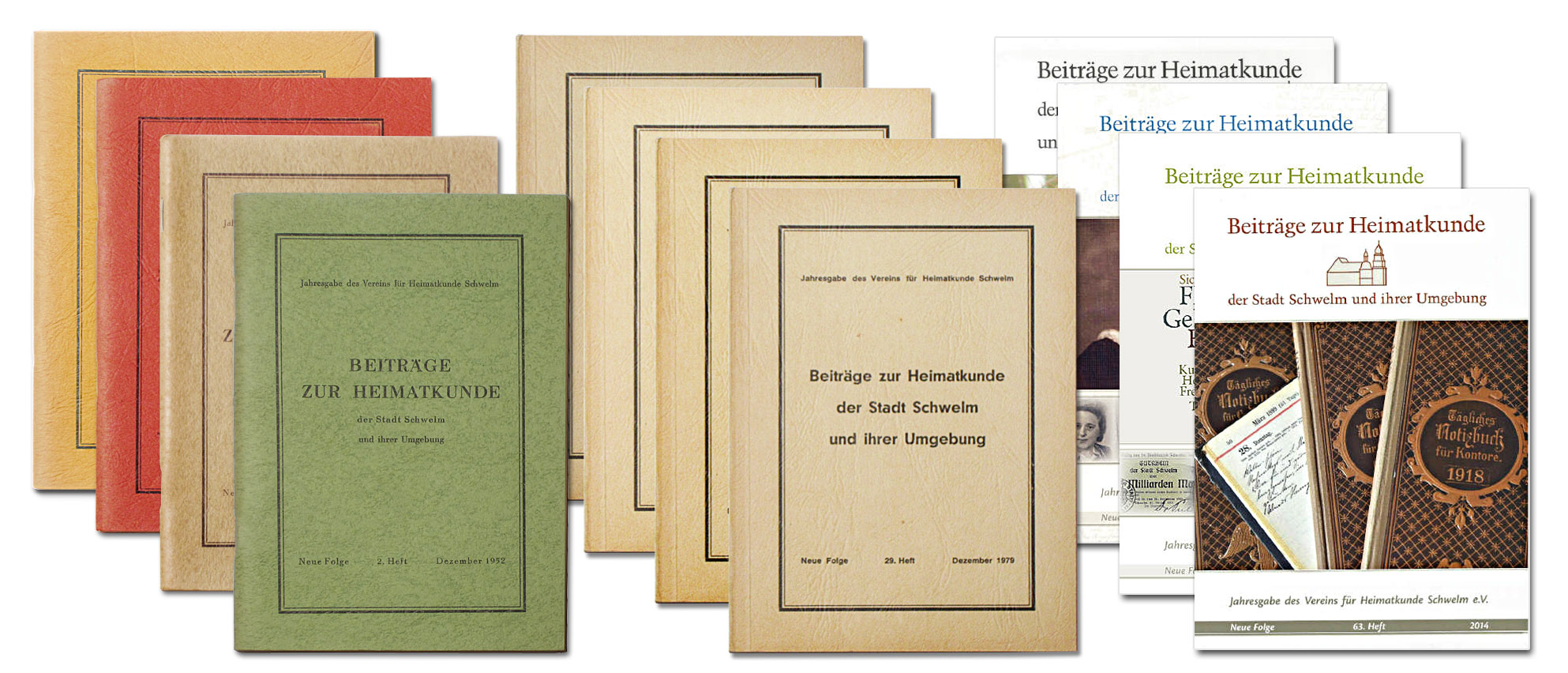
Die seit 1951 regelmäßig veröffentlichten Jahresbände des Vereins finden auch überörtliche Anerkennung

Auf eine Initiative Böhmers geht die Reihe der „Jahresgaben“ des Vereins zurück, eine jährliche Sammlung von Artikeln zur neuesten heimatkundlichen Forschung, in Heft- bzw. Buchform gedruckt. Die Reihe erschien zunächst in fünf Folgen von 1934 bis 1938, nach kriegsbedingter Unterbrechung erneut ab 1951. Seitdem wird sie unter dem Titel „Beiträge zur Heimatkunde der Stadt Schwelm und ihrer Umgebung“ regelmäßig neu aufgelegt, im Jahr 2019 in 68. Folge. Der hohe inhaltliche Anspruch und die große Themenvielfalt macht die Reihe zum Aushängeschild des Vereins und sorgt für ihren Bezug auch durch Universitäten, Museen, Institute, Bibliotheken und Archive. Vereinsmitglieder erhalten die Jahresgabe kostenlos.
In die Zeit Böhmers fiel auch eine Aufwertung des vereinseigenen Museums, das ab 1923 ein neues und großzügiges Domizil auf dem Dachboden eines Schwelmer Schulgebäudes in der Potthoffstraße fand. Die Fülle gesammelter volkskundlicher Objekte, hier kunstvoll arrangiert in einer Flucht von thematischen „Stuben“, brachte das Schwelmer Museum in den Ruf, eines der besten in Westfalen zu sein. Auch am neuen Ort bedrohten wieder Ungeziefer und klimatische Unbilden die Bestände, so dass der Kampf um Räumlichkeiten weiter ging. 1937 bezog das Museum gemeinsam mit Stadtarchiv und ortskundlicher Bibliothek ein eigenes Gebäude in der Schulstraße. Im Folgejahr gab der Verein das Museum aus Kostengründen an die Stadt Schwelm ab, blieb derweil ideeller Träger. Museum und Archiv überlebten den Zweiten Weltkrieg und eine Bombardierung Schwelms unbeschadet.
In der Nachfolge des Kriegs nahm der Heimatbegriff eine negative Prägung an und wurde mit rückwärtiger und provinzieller Gesinnung assoziiert. Gleichwohl gelang es Böhmer, die Vereinsarbeit ab 1947 wieder mit Vorträgen, Exkursionen und Publikationen erfolgreich in Gang zu bringen. Sein Nachfolger als Vereinsvorsitzender wurde ab 1950 Wilhelm von Kürten, der einen eigenen Schwerpunkt auf Themen von Geographie und Kulturlandschaft legte. Die Mitgliederzahl des Vereins begann sich ab 1950 stetig positiv zu entwickeln und verdoppelte sich bis zum Ende des Jahrhunderts auf über 500 Mitglieder.
1962 bezog das Museum eine geräumige und stilvolle Unterkunft im alten Rittersitz Haus Martfeld. An diesem Ort wirkte in den 1980er und 1990er Jahren Gerd Helbeck als Leiter von Museum und Stadtarchiv, zugleich als Vereinsvorsitzender. Helbeck führte Forschung und Publikation für den Verein auf dem hohen Niveau Tobiens und Böhmers fort. Sein eigenes 700-seitiges Hauptwerk zur Stadtgeschichte („Schwelm – Geschichte einer Stadt und ihres Umlands“) wurde 1995 durch den VfH veröffentlicht und reiht sich ein in die Standardwerke von Friedrich Christoph Müller („Choragraphie von Schwelm“, 1789), Peter Heinrich Holthaus („Kirchen- und Schulgeschichte von Schwelm“, 1831), Tobien („Bilder aus der Geschichte von Schwelm“, 1890) und Böhmer („Geschichte der Stadt Schwelm“, 1950).
Schwerpunkte der Vereinsarbeit sind bis heute die Forschung durch aktive Vereinsmitglieder sowie die Veröffentlichung der Ergebnisse über Druckwerke, Vorträge, Führungen, Exkursionen und Wanderungen. Daneben betreut der Verein im Haus Martfeld eine Historische Bibliothek mit rund 2500 Bänden. Der Vorstand des Vereins setzt sich aus 1. und 2. Vorsitzendem, Schriftführer und Schatzmeister zusammen, dazu ergänzt sich ein Beirat mit etwa 10 Mitgliedern. Die Geschäftsstelle des Vereins wechselte 2002 von Haus Martfeld in das Haus Hauptstraße 10.

## Veröffentlichungen des Vereins

### Periodika
- „Jahresgabe des Vereins für Heimatkunde Schwelm“, 5 Hefte 1934–1938 (Hrsg. Emil Böhmer)
- „Beiträge zur Heimatkunde der Stadt Schwelm und ihrer Umgebung / Neue Folge“, seit 1951 jährlich veröffentlicht (2019: laufende Nr. 68)
- „Martfeld-Kurier“, seit 1987 unregelmäßig veröffentlicht als kleinformatige Drucksache, in hoher Auflage gedruckt und kostenlos abgegeben

### Sonderveröffentlichungen (Auswahl)
- Gerd Helbeck: Museum Haus Martfeld Schwelm – Katalog. 1985 (Veröffentlicht als Heft 35 in der Reihe „Beiträge zur Heimatkunde der Stadt Schwelm und ihrer Umgebung“)
- Gerd Helbeck: Juden in Schwelm. Geschichte einer Minderheit von den Anfängen im 17. Jahrhundert bis zum Nationalsozialismus. Schwelm, 1988 (134 Seiten)
- Gerd Helbeck: Schwelm. Geschichte einer Stadt und ihres Umlandes, Band 1: Von den Anfängen im Mittelalter bis zum Zusammenbruch der altpreußischen Herrschaft (1806). 1995 (688 Seiten)
- Lutz Koch, Markus Sachse, Stefan Voigt: Durch Steine und Pflanzen lernen. Der Zuckerberg in Ennepetal als außerschulischer Lernort. Beiträge zur Heimatkunde der Stadt Schwelm und ihrer Umgebung, 1. Sonderheft, 2007 (116 Seiten)
- Günther Voigt: Schwelm – Ansichten einer Stadt im Wandel der Jahrzehnte. 1987 (128 Seiten)

## Vereinsvorsitzende seit 1890
| 1. Vorsitzende      |           | 2. Vorsitzende        |           |
| Wilhelm Tobien      | 1890–1904 | Wilhelm Sternenberg   | 1890–1904 |
| Wilhelm Sternenberg | 1905–1920 | Benedikt Mertensmeyer | 1905–1908 |
| Max Hasenclever     | 1920–1925 | Heinrich Jürging      | 1909–1910 |
| Emil Böhmer         | 1923–1950 | Ernst Zimmermann      | 1911–1923 |
| Wilhelm von Kürten  | 1950–1966 | Ferdinand Möller      | 1924–1928 |
| Kurt Wollmerstädt   | 1966–1980 | Hermann Wollmerstädt  | 1928–1935 |
| Gerd Helbeck        | 1980–1983 | Albano Müller         | 1935–1945 |
| Dieter Wiethege     | 1983–1989 | (unbesetzt)           | 1945–1948 |
| Günther Voigt       | 1989–1992 | Albano Müller         | 1948–1954 |
| Gerd Helbeck        | 1992–1996 | (unbesetzt)           | 1954–1960 |
| Burkhard Dietz      | 1996–1998 | Helmut Fey            | 1960–1963 |
| Anne Peter          | 1999–2021 | Kurt Wollmerstädt     | 1963–1967 |
| Ralf Brinsa         | 2021–2024 | Karl Albert Siepmann  | 1967–1973 |
| Marc Albano-Müller  | seit 2025 | Gerd Helbeck          | 1974–1980 |
|                     |           | Dieter Wiethege       | 1980–1983 |
|                     |           | Gerd Helbeck          | 1983–1992 |
|                     |           | Dieter Wiethege       | 1992–1994 |
|                     |           | Anne Peter            | 1994–1999 |
|                     |           | Wolfgang Fenner       | 1999–2014 |
|                     |           | Jörn Peter Schröder   | 2014–2019 |
|                     |           | Jörg Brandenburg      | 2021–2024 |
|                     |           | Iris Oltman           | seit 2025 |